# Ann Must
Ann Must (von 1982 bis 1990 Ann Viikberg; * 8. März 1953 in Tallinn) ist eine estnische Schriftstellerin und Übersetzerin.

## Leben
Ann Must machte 1971 in Tallinn ihr Abitur und studierte von 1974 bis 1980 an der Universität Tartu estnische Philologie. Danach war sie als Lektorin und Journalistin tätig. Heute lebte sie als freie Schriftstellerin und Übersetzerin in Tallinn.
Ann Must übersetzt aus dem Englischen (z. B. Ross Thomas, John Updike) und ist Mitglied des Estnischen Schriftstellerverbands.

## Werk
Must publizierte seit 1969 in Zeitschriften und legte 1980 ihren ersten Band mit Novellen vor. Bei ihnen hat die Kritik den Vergleich zu Guy de Maupassant gezogen und von einem „interessanten und hoffnungsvollen“ Debüt gesprochen. Bislang hat sie einen weiteren Band mit vorwiegend das „Seelenleben einer jungen Frau“ darstellenden Erzählungen vorgelegt.

## Übersetzungen
Auf Deutsch liegt eine Humoreske von Ann Must vor: Der rostige Ritter. Eine Erzählung ist ins Englische übersetzt worden: Docent Solus's Forsaken Time.

## Publikationen
- Tuba. („Das Zimmer.“) Eesti Raamat, Tallinn 1980. (111 S.)
- Vastu valgust. („Gegen das Licht.“). Eesti Raamat, Tallinn 1983. (109 S.)